# Skoki do wody na Letnich Igrzyskach Olimpijskich 1996
Wyniki zawodów w skokach do wody, które zostały rozegrane podczas Letnich Igrzysk Olimpijskich 1996 w Atlancie. Rywalizacja trwała w dniach 26 lipca – 2 sierpnia. Wzięło w niej udział 122 skoczków, w tym 56 kobiet i 66 mężczyzn z 39 krajów. Polacy nie startowali.

## Mężczyźni
| Konkurencja    | Złoto          | Wynik  | Srebro       | Wynik  | Brąz          | Wynik  |
| Trampolina 3 m | Xiong Ni       | 701,46 | Yu Zhuocheng | 690,93 | Mark Lenzi    | 686,49 |
| Wieża 10 m     | Dmitrij Sautin | 692,34 | Jan Hempel   | 663,27 | Xiao Hailiang | 658,20 |

## Kobiety
| Konkurencja    | Złoto      | Wynik  | Srebro        | Wynik  | Brąz             | Wynik  |
| Trampolina 3 m | Fu Mingxia | 547,68 | Irina Laszko  | 512,19 | Annie Pelletier  | 509,64 |
| Wieża 10 m     | Fu Mingxia | 521,58 | Annika Walter | 479,22 | Mary Ellen Clark | 472,95 |

## Klasyfikacja medalowa
| Lp. | Reprezentacja     |   |   |   | Razem |
| --- | ----------------- | - | - | - | ----- |
| 1.  | Chiny             | 3 | 1 | 1 | 5     |
| 2.  | Rosja             | 1 | 1 | 0 | 2     |
| 3.  | Niemcy            | 0 | 2 | 0 | 2     |
| 4.  | Stany Zjednoczone | 0 | 0 | 2 | 2     |
| 5.  | Kanada            | 0 | 0 | 1 | 1     |